# تاریخ جغرافیا
تاریخ جغرافیا شامل بسیاری از تاریخچه جغرافیایی است که در طول زمان و بین گروه‌های مختلف فرهنگی و سیاسی متفاوت است.
این اندیشه از آناکسیماندر(۱۲۳۱/۳۲ – ۱۱۶۶/۶۷ سال پیش از هجرت)، که واپسین نویسندگان یونانی به بنیان‌گذار واقعی جغرافیا مطرحش نمودند-، از طریق پاره‌ای از بازگویی‌های جانشینان او به ما رسیده‌است. آناکسیماندر را به نوآوری شاخص‌ها (ابزار ساده و کارآمد یونانی که اندازه‌گیری اولیه از عرض جغرافیایی را انجام داد) می‌شناسند. تالس و آناکسیماندر هم‌چنین به پیش‌گویی گرفت‌ها معروف اند. شالودهٔ جغرافیا را می‌توان در فرهنگ‌های دیرینه، از قبیل چین باستان، سده‌های میانه و دوران باستان ردیابی کرد. یونانیان نخستین بار جغرافیا را با هر دو سرفصل هنر و دانش یافته‌بودند و این را با نقشه‌نگاری، فلسفه، ادبیات و ریاضیات به دست آورده‌اند. بحث‌های گرمی در بارهٔ این که نخستین بار کی داوی کرد که زمین گرد می‌باشد، هست؛ که به اعتبار یا مراجعه به پارمنیدس، فیثاغورث یا اناکساغورث می‌شود گفت هر کدامشان با بهره‌گیری از توضیح گرفت‌ها توانست ثابت کند که زمین گرد است. با این وجود، او همانند بسیاری از معاصرانش بازهم باور داشت که زمین یک لوح هموار است. اراتوستن یکی از نخستین برآوردهایی که شعاع زمین را تخمین می‌زند را، به جا گذاشته‌است. 

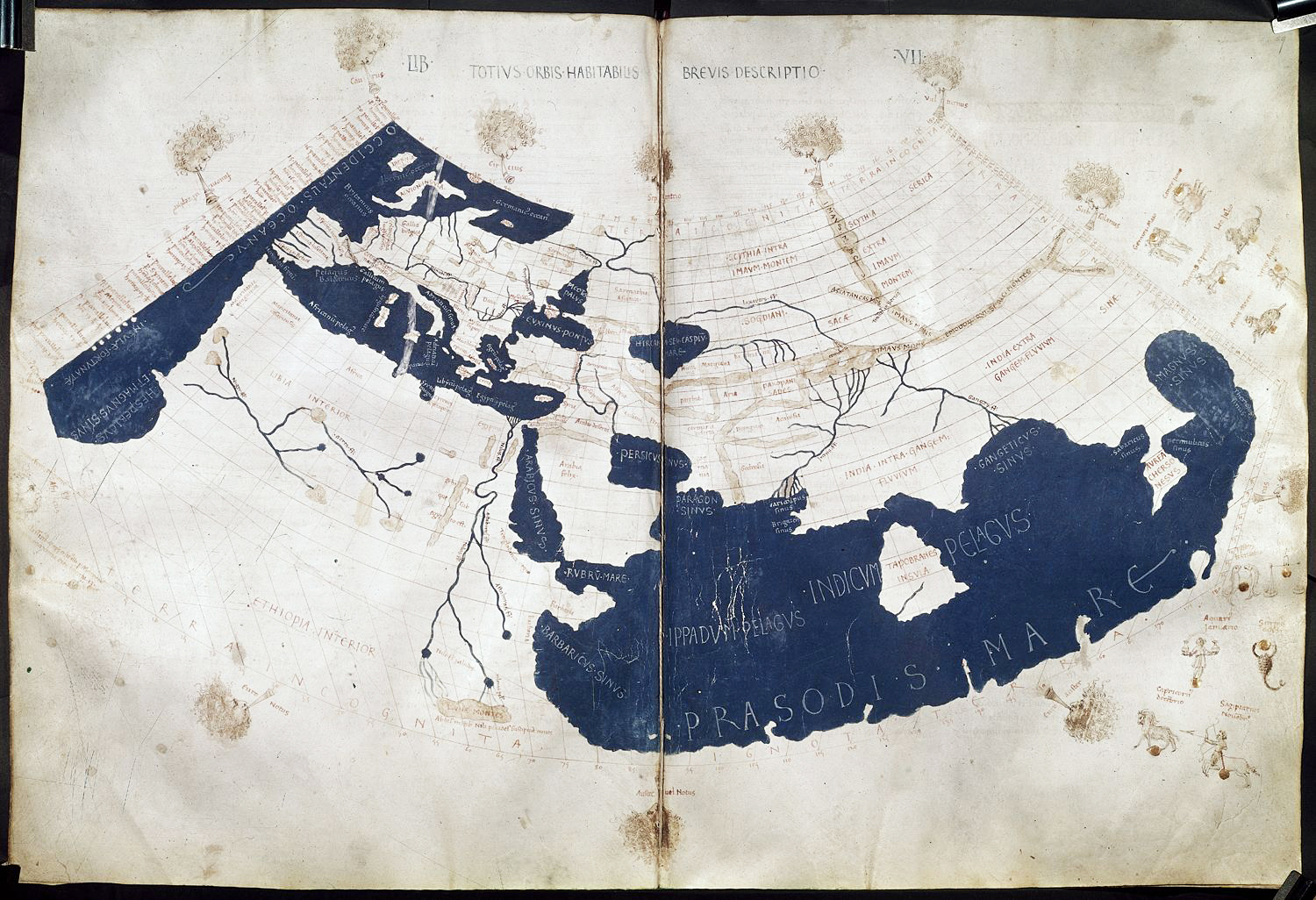
نقشهٔ جهان باز ساختهٔ بتلمیوس از جغرافیای بتملیوسی در سدهٔ هشتم/نهم خورشیدی

نخستین سامانهٔ خیلی دقیق خطوط دستگاه مختصات جغرافیایی به هیپارخوس (ابرخس) منسوب است. او دستگاه مبنای شصت‌تایی را به کار بست که از ریاضیات بابلی برگرفته شده‌بود. وی مدارها و نصف النهارها را به °۳۶۰، و هر درجه به '۶۰ تقسیم‌بندی کرد. او برای اندازه‌گیری طول جغرافیایی در محل‌های مختلف روی زمین، پیشنهاد کرد از گرفت‌ها برای تعیین اختلاف زمانی نسبی استفاده کنند. نقشه‌کشی گستردهٔ رومیان به خاطر کاوش‌هایشان در زمین‌های جدید، بعدها سطح بالای اطلاعاتی‌ای را برای بتلمیوس به منظور ساخت اطلس‌های موشکافانه گردهم آورد. وی با استفاده از دستگاه شبکه‌ای روی نقشه‌هایش و اتخاذ طول ۹۰/۹۲ کیلومتر به ازای هر درجه، کار هیپارکوس را پیش‌برد.

## جغرافیا درایران باستان

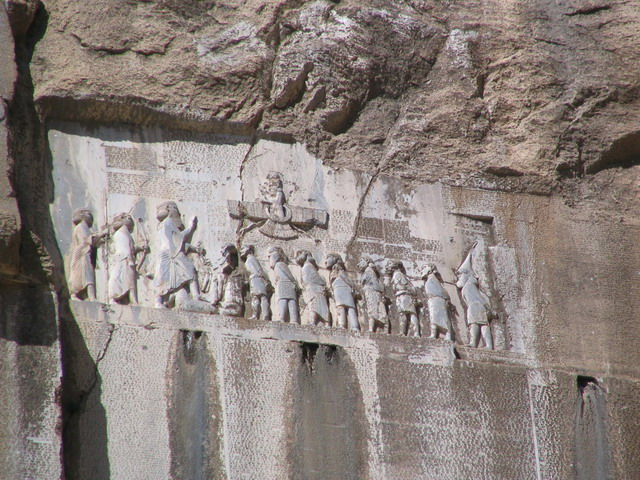
سنگ‌نبشته بیستون

از بررسی و تحقیق ایرانیان قدیم در جغرافیا اطلاع زیادی در دست نداریم. دیرین‌ترین سندی که در این باره موجود است قسمت‌های بازمانده اوستا است که در پاره‌ای از بخش‌های آن اشاره‌هایی به وضع یا نام برخی سرزمین‌ها و دریاها و کوه‌ها و رودها رفته و در فرگرد یکم کتاب وندیداد از شانزده کشور آفریدهٔ اهورامزدا سخن به میان آمده‌است، ولی چون قسمت‌های علمی اوستا از میان رفته‌است در این باره بیش از این اطلاعی به دست نمی‌آید. پس از آن در سنگ نبشتهٔ بغستان (بیستون) به نام کشورهایی که داریوش می‌گوید بر آن‌ها فرمان‌روایی داشته‌ام برمی‌خوریم و از همین قبیل اطلاعات مختصر و جزئی در برخی از نوشته‌های یونانیان نیز مشاهده می‌شود. از روزگار ساسانیان نیز علاوه بر آنچه جسته‌گریخته در ضمن بعضی از کتب آن دوران آمده و به دست ما رسیده ‚ کتاب مستقل شهرستان‌های ایرانشهر که در آن نام و شرح مختصر شهرهای ایران و برخی از روایات افسانه‌ای دربارهٔ آن‌ها آمده، در دست است و به فارسی نیز ترجمه شده‌است.

## جغرافیا در تمدن اسلامی

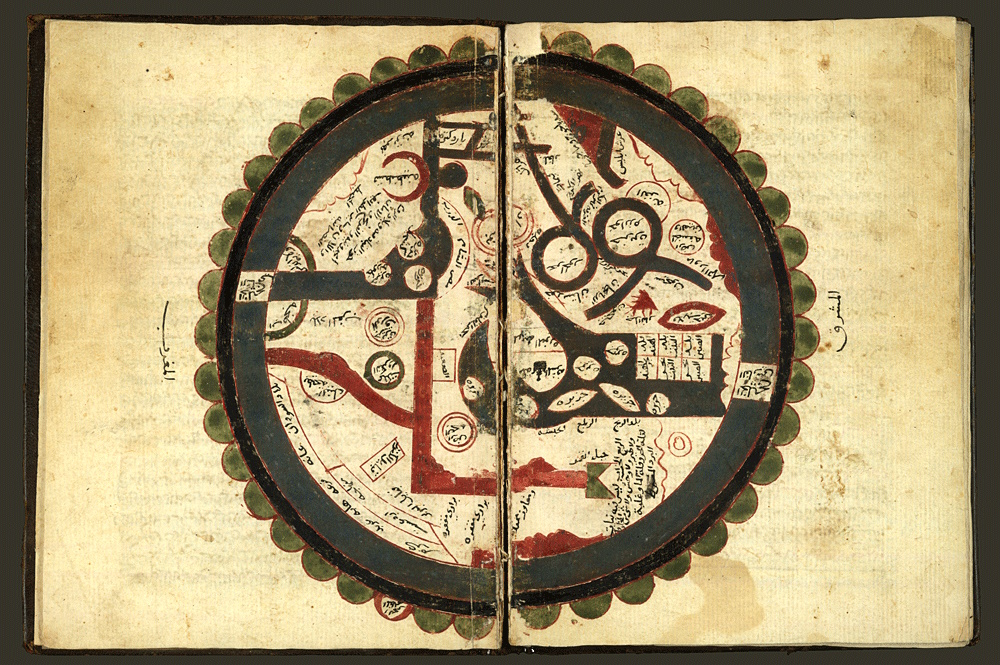
نقشه جهان ابن وردی، رونوشتی از نسخهٔ خطی سدهٔ دهم یا یازدهم خورشیدی

در خلال سده‌های میانه، سرنگونی فرمان‌روایی روم به تغییر درروند تکامل جغرافیای از اروپا به جهان اسلام انجامید. جغرافی‌دانان مسلمان مانند شریف ادریسی نقشه‌های مبسوط جهان (از قبیل کتاب‌الرجاری) را درست کردند، در حالی که جغرافی‌دانان دیگر مانند یاقوت حموی، ابوریحان بیرونی، ابن بطوطه و ابن خلدون حساب دقیقی از سفرهایشان و جغرافیای مناطقی که دیده بودند، دست و پا کردند. محمود کاشغری جغرافی‌دان ترک، نقشهٔ جهان را بر پایهٔ یک زبان کشید، و بعد از او پیری رئیس این کار را انجام داد (نقشهٔ پیری رئیس). افزون بر این، دانشمندان مسلمان کارهای پیش از رومیان و یونانی‌ها را ترجمه و تفسیر نمودند، و بیت الحکمه را به این منظور در بغداد راه انداختند. ابو زید بلخی دانشمند ایرانی، در آغاز از نقشه‌برداری زمینی در بغداد، مدرسهٔ بلخ را درون بلخ بنیان نهاد.[۱۴] «سهراب» جغرافی‌دان مسلمان در میانه‌های سدهٔ چهارم خورشیدی، سرگرم کتابی بود دربارهٔ مختصات جغرافیایی، حاوی دستورالعمل برای ساخت نقشهٔ مستطیلی جهان، با طرح نمایش تصویر استوانه‌های هم‌فاصله. در اواخر سدهٔ چهارم و اوایل سدهٔ پنجم خورشیدی، ابن سینا علل زمین‌شناختی کوه‌ها را در کتاب شفا (۴۰۵/۶ خورشیدی) برانگاشت.

### ابوریحان بیرونی
ابوریحان بیرونی (۳۵۲–۴۲۷ خورشیدی) نخستین بار طرح نمایش تصویرِ هم‌سمتِ (سمت در برابر ارتفاع در دستگاه نجومی) دارای مسافت مساوی قطبی را از کره آسمان شرح داد. هنگامی که پای نقشه‌برداری شهرها و اندازه‌گیری فواصل میانشان وسط می‌آمد، او به عنوان ماهرترین فرد شناخته‌شده‌بود که در شهرهای بسیاری در خاور میانه و شبه‌قارهٔ هند این کار را انجام داده‌بود. وی هم‌چنین به هنگام اندازه‌گیری ارتفاع کوه‌ها، ژرفای دره‌ها و پهنای افق فنون مشابه را گسترش بخشید، و موضوع جغرافیای انسانی و سکنه‌پذیری سیارهٔ زمین را مطرح نمود. وی مسکونی بودن تقریباً یک چهارم از سطح زمین برای بشر را برانگاشت؛ هم‌چنین عرض جغرافیایی کاث (کاج، کاظ یا کات، از شهرهای دیرینهٔ در خوارزم) را با استفاده از بیشینهٔ بلندای خورشید محاسبه کرد، و معادله‌های پیچیدهٔ زمین‌سنجشی را به منظور محاسبهٔ دقیق محیط زمین واگشود، که به اندازه‌های امروزین محیط زمین خیلی نزدیک بود. او شعاع زمین را ۶۳۳۹٬۹ کیلومتر برآورد که تنها ۸/۱۶ کیلومتر کمتر از مقدار کنونی ۶۳۵۶٬۷ کیلومتر می‌باشد. در مقایسه با پیشینیانی که محیط زمین را با نشانه‌روی هم‌زمان خورشید از دو محل مختلف اندازه گرفتند، بیرونی روش تازه‌ای را بر پا کرد که با استفادهٔ محاسبات مثلثاتی بر پایهٔ زاویهٔ میان یک دشت و بر فراز کوه بود -که اندازه‌گیری‌های دقیق‌تری از محیط زمین را نتیجه داد- و انجام این کار را با یک شخص برای اندازه‌گیری از یک موقعیت انجام‌پذیر ساخت. او هم‌چنین بررسی‌ای از طرح نمایش تصویر نقشه، نقشه‌نگاری، منتشر کرد که شامل روشی برای نمایش نیم‌کره در صفحه بود.
جرجی زیدان در تاریخ تمدن اسلام ذیل جغرافیا می‌آورد: «لفظ جغرافی می‌رساند که این علم را عرب وضع نکرده اما چون جغرافی به تاریخ مربوط است و چون عرب‌ها به واسطهٔ مقتضیات شریعت اسلام پیش از ترجمهٔ جغرافی به زبان عربی کتاب‌هایی در توصیف راه‌ها و شهرها نگاشته‌اند، لذا در این‌جا از جغرافی اسلامی هم اسمی می‌بریم.»

## جغرافیا پس از اسلام

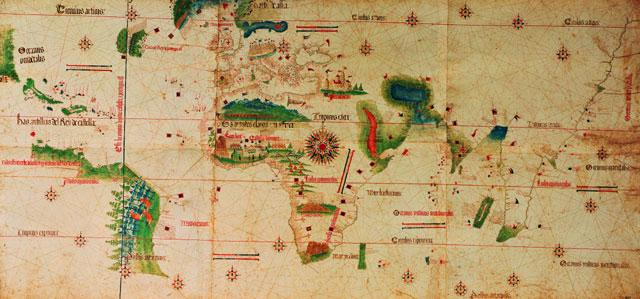
نقشه جهان کانتینو، نخستین نقشه‌ای از جهان که یافته کریستف کلمب را می‌نماید.

عصر کاوش اروپا در سده‌های نهم و دهم و یازدهم، جایی که یابندگان اروپایی همانند کریستف کلمب، مارکوپولو و جیمز کوک بسیاری از زمین‌های جدید را یافتند و محاسبه کردند، اشتیاقی تازه برای ریزه‌کاری‌های دقیق جغرافیایی، و شالودهٔ نظریه‌های خام در اروپا باز زنده شد. مشکلی که با جغرافی‌دانان و کاوشگران روبه‌رو شد، پیدا کردن طول و عرض یک مکان جغرافیایی بود. اگرچه مشکل عرض جغرافیایی مدت‌ها پیش حل شده‌بود، ولی طول جغرافیایی هم‌چنان بازمانده بود؛ توافق بر سر نصف‌النهار صفر درجه تنها بخشی از مشکل بود. جان هریسون با نوآوری زمان‌سنج اچ۴ در سال ۱۱۳۸/۹ خورشیدی مشکل حل کرد، و بعداً در سال ۱۲۶۳در فراهمایی جهانی مریدین، نصف‌النهار گرینویچ به عنوان نصف النهار صفر اتخاذ شد. [۲۱]
جغرافیا در سده‌های دهم و یازدهم و دوازدهم خورشیدی به عنوان یک زمینهٔ دانشی جدا به رسمیت شناخته و بخشی از برنامهٔ درسی دانشگاه‌های اروپا به‌ویژه پاریس و برلین شد. گسترش بسیاری از جوامع اطلاعاتی جغرافیایی در سده‌های دوازدهم و سیزدهم خورشیدی بر پایهٔ جامعهٔ اطلاعاتی جغرافیایی، [۲۲] انجمن جغرافیایی پادشاهی (بریتانیا) در سال ۱۲۰۸/۹ خورشیدی، [۲۳] جامعه جغرافیایی روسیه در سال ۱۲۲۳/۴ خورشیدی [۲۴] جامعه جغرافیایی آمریکا در ۱۲۲۹/۳۰ خورشیدی[۲۵] و انجمن جغرافیای ملی (آمریکا) در سال ۱۲۶۶/۶۷ خورشیدی، در سال ۱۱۹۹/۲۰۰ خورشیدی نمایان شد. [۲۶] اثرگذاری امانوئل کانت، الکساندر فون همبولت، کارل ریتر و پول ویدال دلا بلاش را می‌توان نقطه عطف اصلی جغرافیا در انتقال از فلسفه به علم دانست.
طی دو سدهٔ گذشته، پیش‌رفت در فناوری مانند رایانه، به گسترش علوم نقشه‌برداری و راه و رسمی تازه انجامید، همانند مشاهدهٔ همراه مشارکت و زمین‌آمار که این شیوه‌های تازه در جغرافیای امروزی به کار رفته‌است. در غرب در طول سده‌های سیزدهم و چهاردهم، نظم و انضباط جغرافیا دست‌خوش چهار مرحلهٔ اساسی شد: جبر محیط زیست، جغرافیای منطقه‌ای، انقلاب کمّی و جغرافیای انتقادی. پیوند میان‌رشته‌ای نیرومند میان جغرافیا و علوم زمین‌شناسی و گیاه‌شناسی و هم‌چنین دانش اقتصاد، جامعه‌شناسی و مردم‌نگاری نیز تا حد زیادی افزایش یافته، به‌ویژه به عنوان پیامد سامانهٔ دانش زمین که در پی درک جهان در یک دید کلی‌نگر می‌باشد.